# Église San Lazzaro
L'église San Lazzaro, également connue sous le nom de San Lazzaro dei lebbrosi ou San Lazzaro in Borgo  est une église catholique de Rome située dans le quartier Della Vittoria, via Borgo San Lazzaro; c'est le siège du presbytère homonyme appartenant à la paroisse de San Giuseppe al Trionfale.

## Histoire
Une ecclesiam sancte Marie Magdalene ad pedem Montis Mali (aujourd'hui Monte Mario) est attestée dans un document daté du 11 mai 1278, tandis que les actes notariés de 1480 attestent la fondation d'un lazaret adjacent à l'église: c'est à cette occasion que l'église a changé son nom en l'actuel. Gravement endommagée par les Lansquenets en 1527, elle a été restaurée en 1536 et érigée en paroisse. Elle est restée ainsi jusqu'en 1828 ; plus tard, l'église est tombée en ruine; et ce qui restait du lazaret (portail, quelques colonnes et quelques murs) s'effondra définitivement en 1937. Ce n'est que dans la seconde moitié du XXe siècle que la restauration de l'édifice a commencé, qui a abouti aux travaux de restauration effectués de 1997 à 2004, qui ont permis la reconstruction de la toiture et du pavement de sol. L'église a été rouverte au public et pour le culte en 1981. 
Des structures médiévales, seules l'église et l'ancienne auberge subsistent, tandis qu'un parking a été construit dans les années 1970 sur le site de l'ancien lazaret de Rome. 

## Description
Extérieurement, l'église se présente sous une forme très simple, de style roman. Dans la façade à pignon, il y a un portail avec une corniche en marbre surmonté des armoiries du Chapitre de San Pietro, une rosace et deux fenêtres monophores. Sur le toit, il y a un simple clocher. 
A l'intérieur, l'église a un plan basilical avec trois petites nefs, séparées les unes des autres par six colonnes (trois de chaque côté), provenant d'édifices romains. Les murs sont en pierre et en briques apparentes et le toit est en treillis. 
Un autel latéral conserve une peinture représentant Santa Maria Maddalena, donnée à l'église par la confrérie des vignerons au XVIe siècle. 

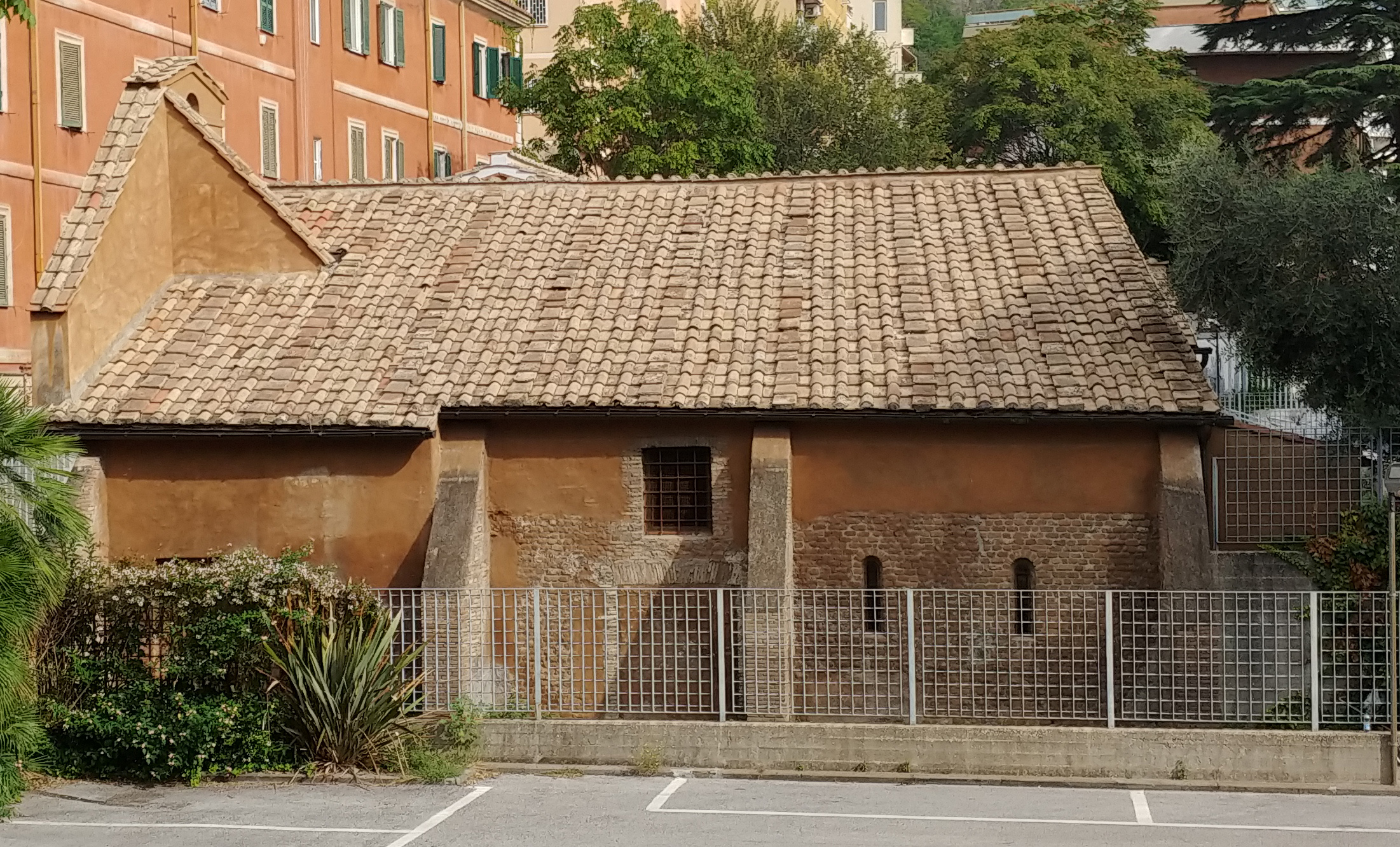
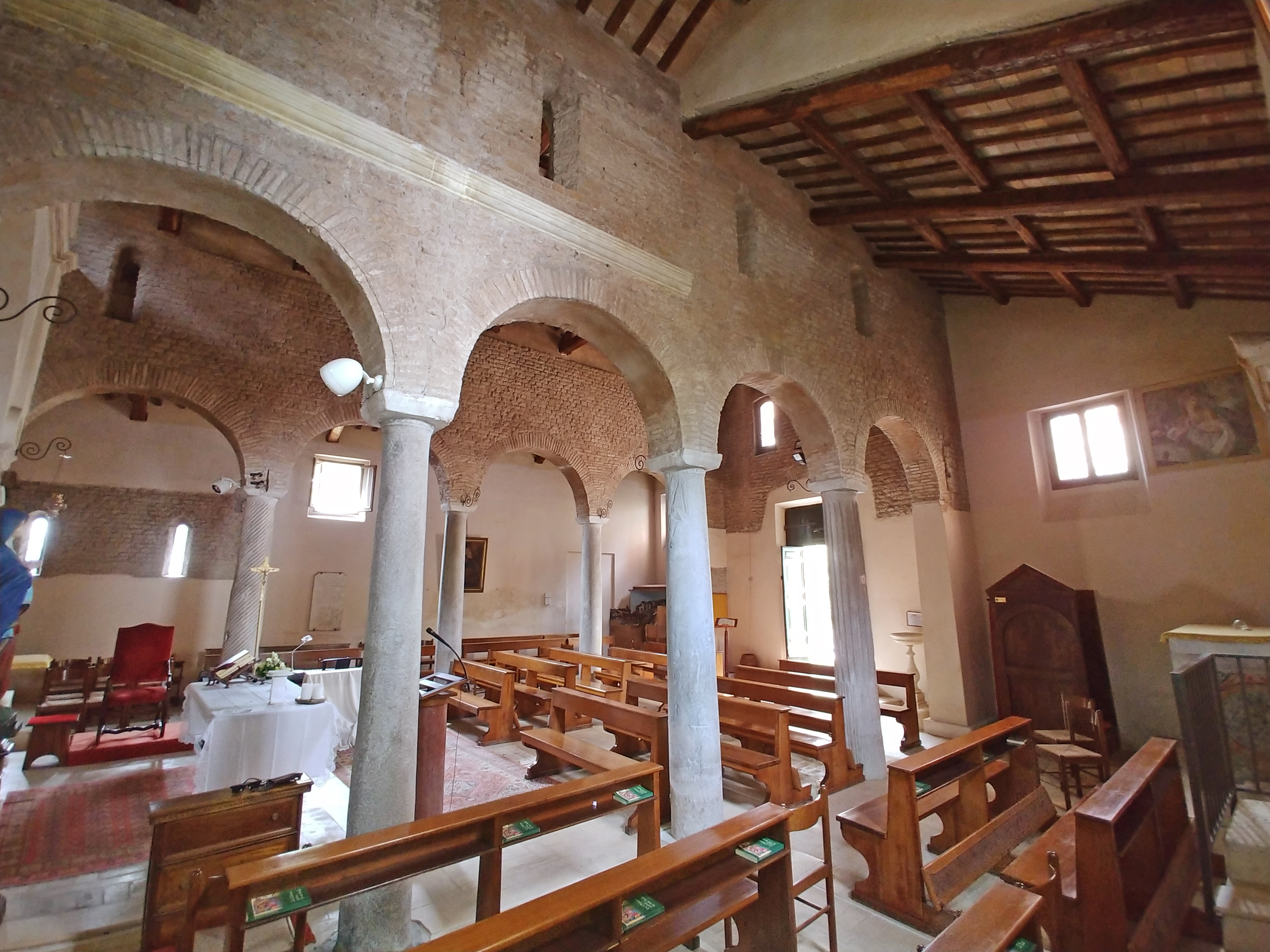
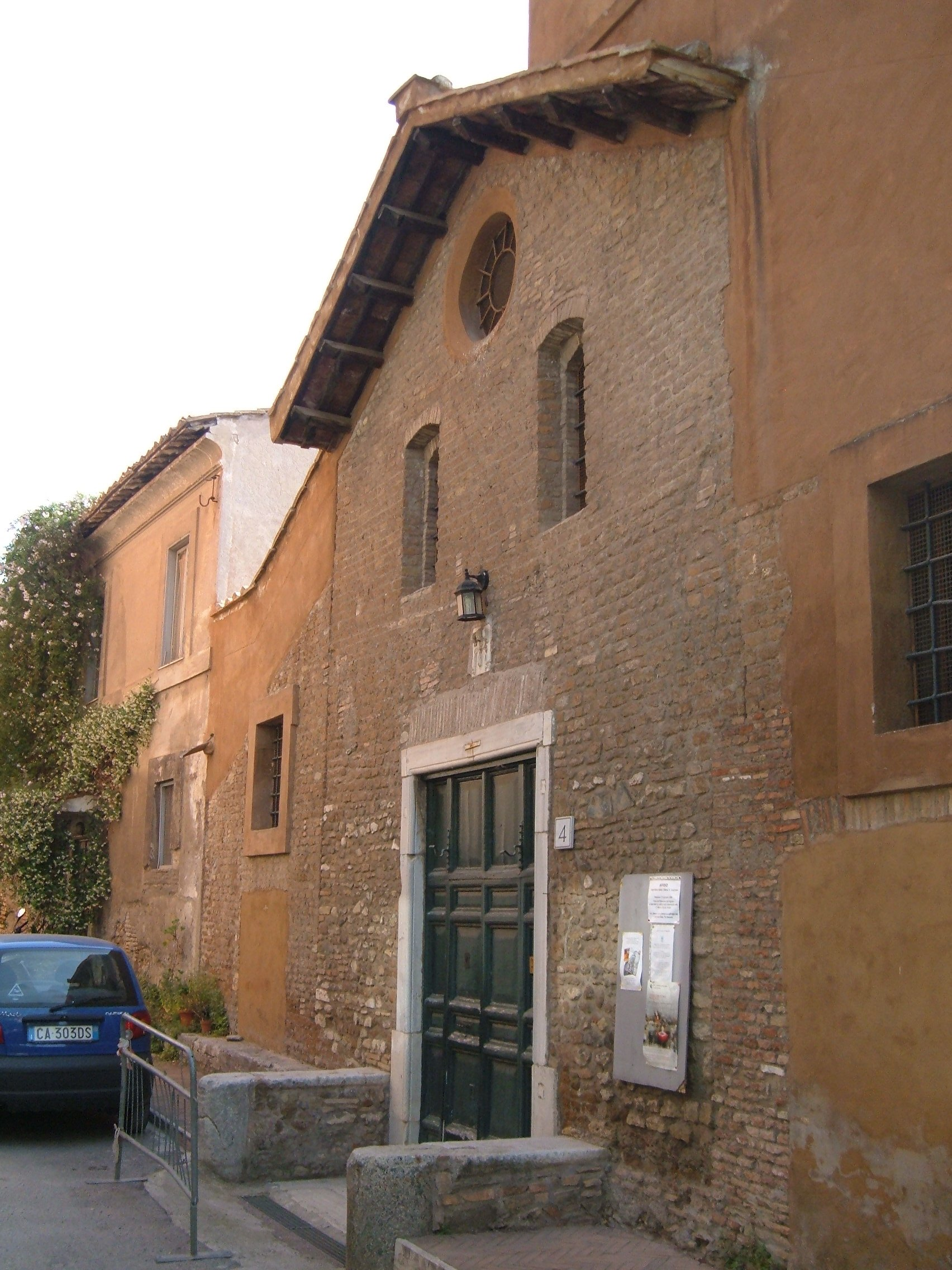
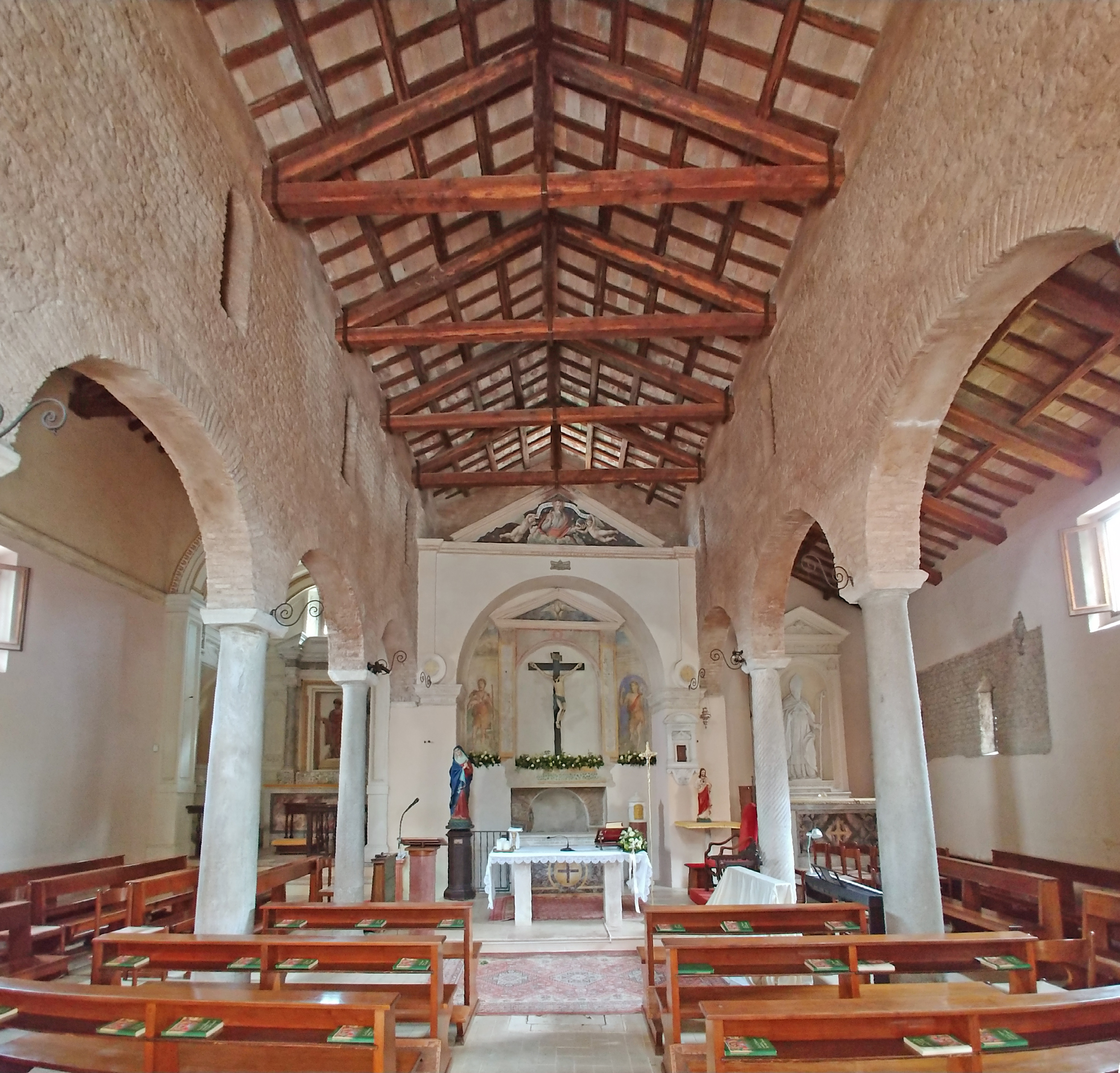
Intérieur.
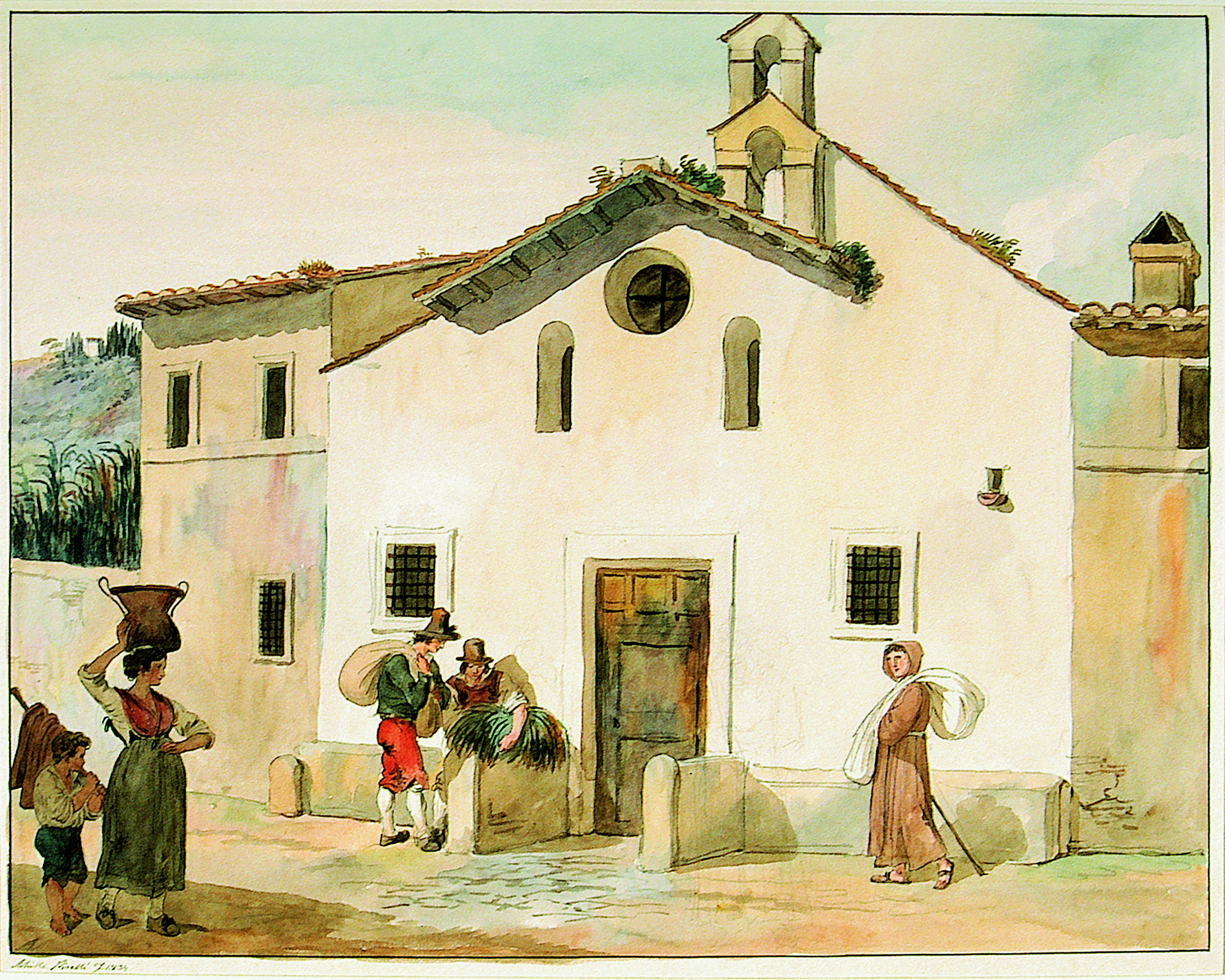
L'église dans une aquarelle d'Achille Pinelli de 1834.